# دونوستيا سان سيباستيان كلاسيكوا للسيدات 2021
دونوستيا سان سيباستيان كلاسيكوا للسيدات 2021 (بالإسبانية: Clásica San Sebastián femenina 2021)‏ هو سباق دراجات هوائية، وهو الموسم رقم 2 من دونوستيا سان سيباستيان كلاسيكوا للسيدات، وأقيم في 31 يوليو 2021، وامتدّ لمسافة 139.8 كيلومتر، وهو أحد سباقات طواف العالم للدراجات للسيدات 2021، وشارك فيه 102 متسابقاً ووصل إلى نهايته 48 متسابقاً.
فاز بالمركز الأول أنيميك فان فليوتن، وبالمركز الثاني روث ويندر، وبالمركز الثالث تاتيانا جوديرزو.

## الفرق
| فرق سيدات عالمية (6)- ألي بي تي سي ليوبليانا 2021 ‏ - Liv AlUla Jayco ‏ - FDJ–Suez ‏ - ليف ريسينغ 2021 ‏ - موفيستار للسيدات 2021 ‏ - Lidl–Trek (women's team) ‏ فرق دراجات قارية سيدات (11)- أيه آر مونكس برو سيكلينج للسيدات 2021 ‏ - بيزكايا دورانجو 2021 ‏ - Ceratizit Pro Cycling ‏ - انيكات-آر بي إتش جلوبال-مارتين فيلا 2021 ‏ - فرتو-بي تي سي 2021 ‏ - لابورال كوتكسا فونداسيون يوسكادي 2021 ‏ - ماسي تكتيك 2021 ‏ - ريو مييرا - كانتابريا ديبورتي 2021 ‏ - سوبيلا 2021 ‏ - توب قيرلز فسى برتولو 2021 ‏ - فالكار سيلانس 2021 ‏ فريق نادي الدراجات- دبليو سي سي تيم 2021 ‏ |  |
| |  |

## المشاركون
| Liv AlUla Jayco ‏ BEX | Liv AlUla Jayco ‏ BEX | Liv AlUla Jayco ‏ BEX |
| -------------------- | -------------------- | -------------------- |
| م                    | عداء                 | مرتبة                |
| 1                    | لوسي كينيدي          | 45                   |
| 2                    | أني سانستيبان        | 22                   |
| 3                    | يانيكي إنسينغ        | 12                   |
| 4                    | جيسيكا ألين          | لم يكمل السباق       |
| 5                    | سارة روي (طريق)      | 16                   |
| 6                    | Urška Žigart ‏        | 36                   |

| موفيستار للسيدات ‏ MOV | موفيستار للسيدات ‏ MOV         | موفيستار للسيدات ‏ MOV |
| --------------------- | ----------------------------- | --------------------- |
| م                     | عداء                          | مرتبة                 |
| 11                    | أنيميك فان فليوتن (طريق)      | 1                     |
| 12                    | أليسيا غونزاليس بلانكو        | 42                    |
| 13                    | Jelena Erić (cyclist) ‏ (طريق) | 46                    |
| 14                    | سارا مارتين                   | 29                    |
| 15                    | Lourdes Oyarbide ‏             | 41                    |
| 16                    | غلوريا رودريغيز               | 43                    |

| Lidl–Trek (women's team) ‏ TFS | Lidl–Trek (women's team) ‏ TFS | Lidl–Trek (women's team) ‏ TFS |
| ----------------------------- | ----------------------------- | ----------------------------- |
| م                             | عداء                          | مرتبة                         |
| 21                            | Elynor Bäckstedt ‏             | لم يكمل السباق                |
| 22                            | Audrey Cordon-Ragot           | 8                             |
| 23                            | Lauretta Hanson ‏              | 33                            |
| 24                            | شيرين فان أنروي               | 19                            |
| 25                            | Ellen van Dijk                | 10                            |
| 26                            | روث ويندر                     | 2                             |

| ليف ريسينغ ‏ LIV | ليف ريسينغ ‏ LIV       | ليف ريسينغ ‏ LIV |
| --------------- | --------------------- | --------------- |
| م               | عداء                  | مرتبة           |
| 31              | صوفيا بيرتيزولو       | لم يكمل السباق  |
| 32              | Marta Jaskulska ‏      | 18              |
| 33              | Jeanne Korevaar ‏      | 11              |
| 34              | ثريا بالادين          | 26              |
| 35              | Pauliena Rooijakkers ‏ | 7               |
| 36              | Sabrina Stultiens ‏    | 4               |

| FDJ–Suez ‏ FDJ | FDJ–Suez ‏ FDJ       | FDJ–Suez ‏ FDJ |
| ------------- | ------------------- | ------------- |
| م             | عداء                | مرتبة         |
| 41            | برودي شابمان        | 6             |
| 42            | Évita Muzic ‏ (طريق) | 5             |
| 43            | أوجيني دوفال        | 13            |
| 44            | جادي فيل            | 34            |
| 46            | Victorie Guilman ‏   | 20            |

| يو أي أيه تيم ‏ ALE | يو أي أيه تيم ‏ ALE | يو أي أيه تيم ‏ ALE |
| ------------------ | ------------------ | ------------------ |
| م                  | عداء               | مرتبة              |
| 51                 | تاتيانا جوديرزو    | 3                  |
| 52                 | صوفي رايت          | لم يكمل السباق     |
| 53                 | Maaike Boogaard ‏   | 39                 |
| 54                 | Anastasia Chursina | 28                 |
| 56                 | Urša Pintar ‏       | 14                 |

| Ceratizit Pro Cycling ‏ WNT | Ceratizit Pro Cycling ‏ WNT | Ceratizit Pro Cycling ‏ WNT |
| -------------------------- | -------------------------- | -------------------------- |
| م                          | عداء                       | مرتبة                      |
| 61                         | إيريكا ماجندي              | 9                          |
| 63                         | Kathrin Hammes ‏            | 23                         |
| 64                         | ماريا جوليا كونفالونيري    | لم يكمل السباق             |
| 65                         | Laura Asencio ‏             | لم يكمل السباق             |
| 66                         | Sarah Rijkes ‏              | لم يكمل السباق             |

| فالكار سيلانس ‏ VAL | فالكار سيلانس ‏ VAL     | فالكار سيلانس ‏ VAL |
| ------------------ | ---------------------- | ------------------ |
| م                  | عداء                   | مرتبة              |
| 71                 | Alice Maria Arzuffi ‏   | 27                 |
| 72                 | Federica Piergiovanni ‏ | 47                 |
| 73                 | Margaux Vigié ‏         | 40                 |
| 74                 | Silvia Persico ‏        | 25                 |
| 75                 | Silvia Magri ‏          | لم يكمل السباق     |
| 76                 | إيلينا بيروني          | 30                 |

| أيه آر مونكس برو سيكلينج للسيدات ‏ ASA | أيه آر مونكس برو سيكلينج للسيدات ‏ ASA | أيه آر مونكس برو سيكلينج للسيدات ‏ ASA |
| ------------------------------------- | ------------------------------------- | ------------------------------------- |
| م                                     | عداء                                  | مرتبة                                 |
| 81                                    | إيدر ميرينو كورتازار                  | 32                                    |
| 82                                    | أريادنا غوتيريز                       | لم يكمل السباق                        |
| 83                                    | Katia Ragusa ‏                         | 17                                    |
| 84                                    | أندريا راميريز                        | لم يكمل السباق                        |
| 85                                    | Maria Vittoria Sperotto ‏              | لم يكمل السباق                        |

| انيكات سايكلنج تيم ‏ EIC | انيكات سايكلنج تيم ‏ EIC | انيكات سايكلنج تيم ‏ EIC |
| ----------------------- | ----------------------- | ----------------------- |
| م                       | عداء                    | مرتبة                   |
| 91                      | Anna Baidak‏             | لم يكمل السباق          |
| 92                      | Lija Laizāne            | لم يكمل السباق          |
| 93                      | Alessia Bulleri ‏        | لم يكمل السباق          |
| 94                      | Yuliia Biriukova ‏       | 31                      |
| 95                      | Katia Martinez‏          | لم يكمل السباق          |
| 96                      | Ziortza Isasi ‏          | لم يكمل السباق          |

| ماسي تكتيك تيم للسيدات ‏ MAT | ماسي تكتيك تيم للسيدات ‏ MAT | ماسي تكتيك تيم للسيدات ‏ MAT |
| --------------------------- | --------------------------- | --------------------------- |
| م                           | عداء                        | مرتبة                       |
| 101                         | Maaike Coljé ‏               | لم يكمل السباق              |
| 102                         | Mireia Trias ‏               | 38                          |
| 103                         | Olivia Baril ‏               | 21                          |
| 104                         | Patricia Ortega Ruiz ‏       | لم يكمل السباق              |
| 105                         | Špela Kern ‏                 | 35                          |
| 106                         | Martina Moreno Monteys‏      | لم يكمل السباق              |

| توب قيرلز فسى برتولو ‏ TOP | توب قيرلز فسى برتولو ‏ TOP | توب قيرلز فسى برتولو ‏ TOP |
| ------------------------- | ------------------------- | ------------------------- |
| م                         | عداء                      | مرتبة                     |
| 111                       | Giorgia Vettorello ‏       | لم يكمل السباق            |
| 112                       | Giorgia Bariani ‏          | لم يكمل السباق            |
| 113                       | Greta Marturano ‏          | لم يكمل السباق            |
| 114                       | Vanessa Michieletto ‏      | لم يكمل السباق            |
| 115                       | Elisa Dalla Valle ‏        | لم يكمل السباق            |
| 116                       | Debora Silvestri ‏         | 24                        |

| دبليو سي سي تيم ‏ WCC | دبليو سي سي تيم ‏ WCC     | دبليو سي سي تيم ‏ WCC |
| -------------------- | ------------------------ | -------------------- |
| م                    | عداء                     | مرتبة                |
| 121                  | Tereza Neumanová ‏ (طريق) | 15                   |
| 122                  | Ana Ruiz González‏        | لم يكمل السباق       |
| 124                  | Nicole Hanselmann ‏       | لم يكمل السباق       |
| 125                  | ماغورزاتا جاسيسكا        | لم يكمل السباق       |
| 126                  | Luciana Roland‏           | لم يكمل السباق       |

| بيزكايا دورانجو ‏ BDP | بيزكايا دورانجو ‏ BDP  | بيزكايا دورانجو ‏ BDP |
| -------------------- | --------------------- | -------------------- |
| م                    | عداء                  | مرتبة                |
| 131                  | Amaia Lartitegi ‏      | لم يكمل السباق       |
| 132                  | لوسيا غونزاليس بلانكو | لم يكمل السباق       |
| 133                  | Lydia Iglesias‏        | لم يكمل السباق       |
| 135                  | Daniela Campos ‏       | لم يكمل السباق       |
| 135                  | Ariana Gilabert ‏      | لم يكمل السباق       |

| فرتو-بي تي سي ‏ FAR | فرتو-بي تي سي ‏ FAR       | فرتو-بي تي سي ‏ FAR |
| ------------------ | ------------------------ | ------------------ |
| م                  | عداء                     | مرتبة              |
| 141                | Enara López ‏             | لم يكمل السباق     |
| 142                | Melissa Maia‏             | 44                 |
| 143                | Carla Fernandez Torres‏   | لم يكمل السباق     |
| 144                | Liliana Jesus‏            | لم يكمل السباق     |
| 145                | Maria Del Pilar Jimenez ‏ | لم يكمل السباق     |
| 146                | Diana Pedrosa‏            | لم يكمل السباق     |

| سوبيلا ومنز تيم ‏ SWT | سوبيلا ومنز تيم ‏ SWT      | سوبيلا ومنز تيم ‏ SWT |
| -------------------- | ------------------------- | -------------------- |
| م                    | عداء                      | مرتبة                |
| 151                  | Naia Amondarain ‏          | لم يكمل السباق       |
| 152                  | Maria Banlles Santamaria ‏ | لم يكمل السباق       |
| 153                  | Claire Steels ‏            | 48                   |
| 154                  | Sofia Rodríguez ‏          | لم يكمل السباق       |
| 155                  | Ines Cantera‏              | لم يكمل السباق       |
| 156                  | Natalia Saiz‏              | لم يكمل السباق       |

| ريو مييرا - كانتابريا ديبورتي ‏ RMC | ريو مييرا - كانتابريا ديبورتي ‏ RMC | ريو مييرا - كانتابريا ديبورتي ‏ RMC |
| ---------------------------------- | ---------------------------------- | ---------------------------------- |
| م                                  | عداء                               | مرتبة                              |
| 161                                | Elisabet Escursell Valero ‏         | لم يكمل السباق                     |
| 162                                | Nerea Nuno Iglesias‏                | لم يكمل السباق                     |
| 163                                | Paula Diaz‏                         | لم يكمل السباق                     |
| 164                                | Irene Mendez‏                       | لم يكمل السباق                     |
| 165                                | Fie Østerby ‏                       | لم يكمل السباق                     |
| 166                                | Susana Perez Conejero‏              | لم يكمل السباق                     |

| لابورال كوتكسا فونداسيون يوسكادي ‏ LKF | لابورال كوتكسا فونداسيون يوسكادي ‏ LKF | لابورال كوتكسا فونداسيون يوسكادي ‏ LKF |
| ------------------------------------- | ------------------------------------- | ------------------------------------- |
| م                                     | عداء                                  | مرتبة                                 |
| 171                                   | Idoia Eraso ‏                          | 37                                    |
| 172                                   | Eukene Larrarte ‏                      | لم يكمل السباق                        |
| 173                                   | Garazi Estevez ‏                       | لم يكمل السباق                        |
| 174                                   | Irantzu Beloki ‏                       | لم يكمل السباق                        |
| 175                                   | Ainhize Barrainkua‏                    | لم يكمل السباق                        |
| 176                                   | Elena Cuenca‏                          | لم يكمل السباق                        |

| Liv AlUla Jayco ‏ BEX | Liv AlUla Jayco ‏ BEX | Liv AlUla Jayco ‏ BEX |
| -------------------- | -------------------- | -------------------- |
| م                    | عداء                 | مرتبة                |
| 1                    | لوسي كينيدي          | 45                   |
| 2                    | أني سانستيبان        | 22                   |
| 3                    | يانيكي إنسينغ        | 12                   |
| 4                    | جيسيكا ألين          | لم يكمل السباق       |
| 5                    | سارة روي (طريق)      | 16                   |
| 6                    | Urška Žigart ‏        | 36                   |

| موفيستار للسيدات ‏ MOV | موفيستار للسيدات ‏ MOV         | موفيستار للسيدات ‏ MOV |
| --------------------- | ----------------------------- | --------------------- |
| م                     | عداء                          | مرتبة                 |
| 11                    | أنيميك فان فليوتن (طريق)      | 1                     |
| 12                    | أليسيا غونزاليس بلانكو        | 42                    |
| 13                    | Jelena Erić (cyclist) ‏ (طريق) | 46                    |
| 14                    | سارا مارتين                   | 29                    |
| 15                    | Lourdes Oyarbide ‏             | 41                    |
| 16                    | غلوريا رودريغيز               | 43                    |

| Lidl–Trek (women's team) ‏ TFS | Lidl–Trek (women's team) ‏ TFS | Lidl–Trek (women's team) ‏ TFS |
| ----------------------------- | ----------------------------- | ----------------------------- |
| م                             | عداء                          | مرتبة                         |
| 21                            | Elynor Bäckstedt ‏             | لم يكمل السباق                |
| 22                            | Audrey Cordon-Ragot           | 8                             |
| 23                            | Lauretta Hanson ‏              | 33                            |
| 24                            | شيرين فان أنروي               | 19                            |
| 25                            | Ellen van Dijk                | 10                            |
| 26                            | روث ويندر                     | 2                             |

| ليف ريسينغ ‏ LIV | ليف ريسينغ ‏ LIV       | ليف ريسينغ ‏ LIV |
| --------------- | --------------------- | --------------- |
| م               | عداء                  | مرتبة           |
| 31              | صوفيا بيرتيزولو       | لم يكمل السباق  |
| 32              | Marta Jaskulska ‏      | 18              |
| 33              | Jeanne Korevaar ‏      | 11              |
| 34              | ثريا بالادين          | 26              |
| 35              | Pauliena Rooijakkers ‏ | 7               |
| 36              | Sabrina Stultiens ‏    | 4               |

| FDJ–Suez ‏ FDJ | FDJ–Suez ‏ FDJ       | FDJ–Suez ‏ FDJ |
| ------------- | ------------------- | ------------- |
| م             | عداء                | مرتبة         |
| 41            | برودي شابمان        | 6             |
| 42            | Évita Muzic ‏ (طريق) | 5             |
| 43            | أوجيني دوفال        | 13            |
| 44            | جادي فيل            | 34            |
| 46            | Victorie Guilman ‏   | 20            |

| يو أي أيه تيم ‏ ALE | يو أي أيه تيم ‏ ALE | يو أي أيه تيم ‏ ALE |
| ------------------ | ------------------ | ------------------ |
| م                  | عداء               | مرتبة              |
| 51                 | تاتيانا جوديرزو    | 3                  |
| 52                 | صوفي رايت          | لم يكمل السباق     |
| 53                 | Maaike Boogaard ‏   | 39                 |
| 54                 | Anastasia Chursina | 28                 |
| 56                 | Urša Pintar ‏       | 14                 |

| Ceratizit Pro Cycling ‏ WNT | Ceratizit Pro Cycling ‏ WNT | Ceratizit Pro Cycling ‏ WNT |
| -------------------------- | -------------------------- | -------------------------- |
| م                          | عداء                       | مرتبة                      |
| 61                         | إيريكا ماجندي              | 9                          |
| 63                         | Kathrin Hammes ‏            | 23                         |
| 64                         | ماريا جوليا كونفالونيري    | لم يكمل السباق             |
| 65                         | Laura Asencio ‏             | لم يكمل السباق             |
| 66                         | Sarah Rijkes ‏              | لم يكمل السباق             |

| فالكار سيلانس ‏ VAL | فالكار سيلانس ‏ VAL     | فالكار سيلانس ‏ VAL |
| ------------------ | ---------------------- | ------------------ |
| م                  | عداء                   | مرتبة              |
| 71                 | Alice Maria Arzuffi ‏   | 27                 |
| 72                 | Federica Piergiovanni ‏ | 47                 |
| 73                 | Margaux Vigié ‏         | 40                 |
| 74                 | Silvia Persico ‏        | 25                 |
| 75                 | Silvia Magri ‏          | لم يكمل السباق     |
| 76                 | إيلينا بيروني          | 30                 |

| أيه آر مونكس برو سيكلينج للسيدات ‏ ASA | أيه آر مونكس برو سيكلينج للسيدات ‏ ASA | أيه آر مونكس برو سيكلينج للسيدات ‏ ASA |
| ------------------------------------- | ------------------------------------- | ------------------------------------- |
| م                                     | عداء                                  | مرتبة                                 |
| 81                                    | إيدر ميرينو كورتازار                  | 32                                    |
| 82                                    | أريادنا غوتيريز                       | لم يكمل السباق                        |
| 83                                    | Katia Ragusa ‏                         | 17                                    |
| 84                                    | أندريا راميريز                        | لم يكمل السباق                        |
| 85                                    | Maria Vittoria Sperotto ‏              | لم يكمل السباق                        |

| انيكات سايكلنج تيم ‏ EIC | انيكات سايكلنج تيم ‏ EIC | انيكات سايكلنج تيم ‏ EIC |
| ----------------------- | ----------------------- | ----------------------- |
| م                       | عداء                    | مرتبة                   |
| 91                      | Anna Baidak‏             | لم يكمل السباق          |
| 92                      | Lija Laizāne            | لم يكمل السباق          |
| 93                      | Alessia Bulleri ‏        | لم يكمل السباق          |
| 94                      | Yuliia Biriukova ‏       | 31                      |
| 95                      | Katia Martinez‏          | لم يكمل السباق          |
| 96                      | Ziortza Isasi ‏          | لم يكمل السباق          |

| ماسي تكتيك تيم للسيدات ‏ MAT | ماسي تكتيك تيم للسيدات ‏ MAT | ماسي تكتيك تيم للسيدات ‏ MAT |
| --------------------------- | --------------------------- | --------------------------- |
| م                           | عداء                        | مرتبة                       |
| 101                         | Maaike Coljé ‏               | لم يكمل السباق              |
| 102                         | Mireia Trias ‏               | 38                          |
| 103                         | Olivia Baril ‏               | 21                          |
| 104                         | Patricia Ortega Ruiz ‏       | لم يكمل السباق              |
| 105                         | Špela Kern ‏                 | 35                          |
| 106                         | Martina Moreno Monteys‏      | لم يكمل السباق              |

| توب قيرلز فسى برتولو ‏ TOP | توب قيرلز فسى برتولو ‏ TOP | توب قيرلز فسى برتولو ‏ TOP |
| ------------------------- | ------------------------- | ------------------------- |
| م                         | عداء                      | مرتبة                     |
| 111                       | Giorgia Vettorello ‏       | لم يكمل السباق            |
| 112                       | Giorgia Bariani ‏          | لم يكمل السباق            |
| 113                       | Greta Marturano ‏          | لم يكمل السباق            |
| 114                       | Vanessa Michieletto ‏      | لم يكمل السباق            |
| 115                       | Elisa Dalla Valle ‏        | لم يكمل السباق            |
| 116                       | Debora Silvestri ‏         | 24                        |

| دبليو سي سي تيم ‏ WCC | دبليو سي سي تيم ‏ WCC     | دبليو سي سي تيم ‏ WCC |
| -------------------- | ------------------------ | -------------------- |
| م                    | عداء                     | مرتبة                |
| 121                  | Tereza Neumanová ‏ (طريق) | 15                   |
| 122                  | Ana Ruiz González‏        | لم يكمل السباق       |
| 124                  | Nicole Hanselmann ‏       | لم يكمل السباق       |
| 125                  | ماغورزاتا جاسيسكا        | لم يكمل السباق       |
| 126                  | Luciana Roland‏           | لم يكمل السباق       |

| بيزكايا دورانجو ‏ BDP | بيزكايا دورانجو ‏ BDP  | بيزكايا دورانجو ‏ BDP |
| -------------------- | --------------------- | -------------------- |
| م                    | عداء                  | مرتبة                |
| 131                  | Amaia Lartitegi ‏      | لم يكمل السباق       |
| 132                  | لوسيا غونزاليس بلانكو | لم يكمل السباق       |
| 133                  | Lydia Iglesias‏        | لم يكمل السباق       |
| 135                  | Daniela Campos ‏       | لم يكمل السباق       |
| 135                  | Ariana Gilabert ‏      | لم يكمل السباق       |

| فرتو-بي تي سي ‏ FAR | فرتو-بي تي سي ‏ FAR       | فرتو-بي تي سي ‏ FAR |
| ------------------ | ------------------------ | ------------------ |
| م                  | عداء                     | مرتبة              |
| 141                | Enara López ‏             | لم يكمل السباق     |
| 142                | Melissa Maia‏             | 44                 |
| 143                | Carla Fernandez Torres‏   | لم يكمل السباق     |
| 144                | Liliana Jesus‏            | لم يكمل السباق     |
| 145                | Maria Del Pilar Jimenez ‏ | لم يكمل السباق     |
| 146                | Diana Pedrosa‏            | لم يكمل السباق     |

| سوبيلا ومنز تيم ‏ SWT | سوبيلا ومنز تيم ‏ SWT      | سوبيلا ومنز تيم ‏ SWT |
| -------------------- | ------------------------- | -------------------- |
| م                    | عداء                      | مرتبة                |
| 151                  | Naia Amondarain ‏          | لم يكمل السباق       |
| 152                  | Maria Banlles Santamaria ‏ | لم يكمل السباق       |
| 153                  | Claire Steels ‏            | 48                   |
| 154                  | Sofia Rodríguez ‏          | لم يكمل السباق       |
| 155                  | Ines Cantera‏              | لم يكمل السباق       |
| 156                  | Natalia Saiz‏              | لم يكمل السباق       |

| ريو مييرا - كانتابريا ديبورتي ‏ RMC | ريو مييرا - كانتابريا ديبورتي ‏ RMC | ريو مييرا - كانتابريا ديبورتي ‏ RMC |
| ---------------------------------- | ---------------------------------- | ---------------------------------- |
| م                                  | عداء                               | مرتبة                              |
| 161                                | Elisabet Escursell Valero ‏         | لم يكمل السباق                     |
| 162                                | Nerea Nuno Iglesias‏                | لم يكمل السباق                     |
| 163                                | Paula Diaz‏                         | لم يكمل السباق                     |
| 164                                | Irene Mendez‏                       | لم يكمل السباق                     |
| 165                                | Fie Østerby ‏                       | لم يكمل السباق                     |
| 166                                | Susana Perez Conejero‏              | لم يكمل السباق                     |

| لابورال كوتكسا فونداسيون يوسكادي ‏ LKF | لابورال كوتكسا فونداسيون يوسكادي ‏ LKF | لابورال كوتكسا فونداسيون يوسكادي ‏ LKF |
| ------------------------------------- | ------------------------------------- | ------------------------------------- |
| م                                     | عداء                                  | مرتبة                                 |
| 171                                   | Idoia Eraso ‏                          | 37                                    |
| 172                                   | Eukene Larrarte ‏                      | لم يكمل السباق                        |
| 173                                   | Garazi Estevez ‏                       | لم يكمل السباق                        |
| 174                                   | Irantzu Beloki ‏                       | لم يكمل السباق                        |
| 175                                   | Ainhize Barrainkua‏                    | لم يكمل السباق                        |
| 176                                   | Elena Cuenca‏                          | لم يكمل السباق                        |

## التصنيف العام النهائي
| التصنيف العام         | التصنيف العام         | التصنيف العام    | التصنيف العام                      | التصنيف العام |
| العداء                | العداء                | البلد            | الفريق                             | الوقت         |
| --------------------- | --------------------- | ---------------- | ---------------------------------- | ------------- |
| 1                     | أنيميك فان فليوتن     | هولندا           | Movistar Women                     | 3 س 53 د 37 ث |
| 2                     | روث ويندر             | الولايات المتحدة | Trek-Segafredo                     | + 36 ث        |
| 3                     | تاتيانا جوديرزو       | إيطاليا          | Alé BTC Ljubljana                  | + 1 د 35 ث    |
| 4                     | Sabrina Stultiens ‏    | هولندا           | Liv Racing                         | + 1 د 35 ث    |
| 5                     | Évita Muzic ‏          | فرنسا            | FDJ-Nouvelle Aquitaine-Futuroscope | + 1 د 35 ث    |
| 6                     | برودي شابمان          | أستراليا         | FDJ-Nouvelle Aquitaine-Futuroscope | + 1 د 35 ث    |
| 7                     | Pauliena Rooijakkers ‏ | هولندا           | Liv Racing                         | + 1 د 38 ث    |
| 8                     | Audrey Cordon-Ragot   | فرنسا            | Trek-Segafredo                     | + 1 د 52 ث    |
| 9                     | إيريكا ماجندي         | إيطاليا          | Ceratizit-WNT                      | + 1 د 52 ث    |
| 10                    | Ellen van Dijk        | هولندا           | Trek-Segafredo                     | + 1 د 52 ث    |
| 11                    | Jeanne Korevaar ‏      | هولندا           | Liv Racing                         | + 2 د 00 ث    |
| 12                    | يانيكي إنسينغ         | هولندا           | Team BikeExchange                  | + 2 د 12 ث    |
| 13                    | أوجيني دوفال          | فرنسا            | FDJ-Nouvelle Aquitaine-Futuroscope | + 2 د 12 ث    |
| 14                    | Urša Pintar ‏          | سلوفينيا         | Alé BTC Ljubljana                  | + 2 د 12 ث    |
| 15                    | Tereza Neumanová ‏     | التشيك           | World Cycling Centre               | + 2 د 53 ث    |
| 16                    | سارة روي              | أستراليا         | Team BikeExchange                  | + 2 د 53 ث    |
| 17                    | Katia Ragusa ‏         | إيطاليا          | A.R. Monex Women's                 | + 2 د 53 ث    |
| 18                    | Marta Jaskulska ‏      | بولندا           | Liv Racing                         | + 2 د 53 ث    |
| 19                    | شيرين فان أنروي       | هولندا           | Trek-Segafredo                     | + 2 د 53 ث    |
| 20                    | Victorie Guilman ‏     | فرنسا            | FDJ-Nouvelle Aquitaine-Futuroscope | + 2 د 53 ث    |
| مصدر: ProCyclingStats |                       |                  |                                    |               |

### تصنيف النقاط
| تصنيف النقاط          | تصنيف النقاط         | تصنيف النقاط | تصنيف النقاط                       | تصنيف النقاط |
| العداء                | العداء               | البلد        | الفريق                             | النقاط       |
| --------------------- | -------------------- | ------------ | ---------------------------------- | ------------ |
| 1                     | أنيميك فان فليوتن    | هولندا       | Movistar Women                     | 2196 نقطة    |
| 2                     | ديمي فوليرينغ        | هولندا       | SD Worx                            | 1831 نقطة    |
| 3                     | ماريان فوس           | هولندا       | Jumbo-Visma                        | 1744 نقطة    |
| 4                     | إليسا ونغو بورغيني   | إيطاليا      | Trek-Segafredo                     | 1664 نقطة    |
| 5                     | أنا فان دير بريغين   | هولندا       | SD Worx                            | 1640 نقطة    |
| 6                     | سيسيلي أوتوب لودفيغ  | الدنمارك     | FDJ-Nouvelle Aquitaine-Futuroscope | 1413 نقطة    |
| 7                     | Katarzyna Niewiadoma | بولندا       | Canyon-SRAM Racing                 | 1188 نقطة    |
| 8                     | غريس براون           | أستراليا     | Team BikeExchange                  | 1066 نقطة    |
| 9                     | ثريا بالادين         | إيطاليا      | Liv Racing                         | 658 نقطة     |
| 10                    | ليزا برينور          | ألمانيا      | Ceratizit-WNT                      | 604 نقطة     |
| مصدر: ProCyclingStats |                      |              |                                    |              |

## تصنيف الفرق

### الفرق حسب النقاط
| ترتيب الفرق حسب النقاط | ترتيب الفرق حسب النقاط             | ترتيب الفرق حسب النقاط | ترتيب الفرق حسب النقاط |
| الفريق                 | الفريق                             | البلد                  | النقاط                 |
| ---------------------- | ---------------------------------- | ---------------------- | ---------------------- |
| 1                      | SD Worx                            | هولندا                 | 5191 نقطة              |
| 2                      | Movistar Women                     | إسبانيا                | 3304 نقطة              |
| 3                      | Trek-Segafredo                     | الولايات المتحدة       | 3018 نقطة              |
| 4                      | FDJ-Nouvelle Aquitaine-Futuroscope | فرنسا                  | 2574 نقطة              |
| 5                      | Liv Racing                         | هولندا                 | 2237 نقطة              |
| 6                      | Jumbo-Visma                        | هولندا                 | 1992 نقطة              |
| 7                      | Team BikeExchange                  | أستراليا               | 1956 نقطة              |
| 8                      | Canyon-SRAM Racing                 | ألمانيا                | 1755 نقطة              |
| 9                      | Alé BTC Ljubljana                  | إيطاليا                | 1450 نقطة              |
| 10                     | Ceratizit-WNT                      | ألمانيا                | 1164 نقطة              |
| مصدر: ProCyclingStats  |                                    |                        |                        |

## تصانيف فرعية

### تصنيف أفضل شاب
| تصنيف أفضل شاب        | تصنيف أفضل شاب      | تصنيف أفضل شاب | تصنيف أفضل شاب                     | تصنيف أفضل شاب |
| العداء                | العداء              | البلد          | الفريق                             | الوقت          |
| --------------------- | ------------------- | -------------- | ---------------------------------- | -------------- |
| 1                     | Évita Muzic ‏        | فرنسا          | FDJ-Nouvelle Aquitaine-Futuroscope |                |
| 2                     | Niamh Fisher-Black ‏ | نيوزيلندا      | SD Worx                            |                |
| 3                     | Maria Novolodskaya ‏ | روسيا          | A.R. Monex Women's                 |                |
| 4                     | Emma Norsgaard      | الدنمارك       | Movistar Women                     |                |
| 5                     | Mischa Bredewold ‏   | هولندا         | Parkhotel Valkenburg               |                |
| 6                     | Sarah Gigante ‏      | أستراليا       | Tibco-Silicon Valley Bank          |                |
| 7                     | Vittoria Guazzini ‏  | إيطاليا        | Valcar Travel & Service            |                |
| 8                     | Marta Jaskulska ‏    | بولندا         | Liv Racing                         |                |
| 9                     | Barbara Malcotti ‏   | إيطاليا        | Valcar Travel & Service            |                |
| 10                    | فرانشيسكا كوش ‏      | ألمانيا        | Team DSM                           |                |
| مصدر: ProCyclingStats |                     |                |                                    |                |

## وصلات خارجية
- الموقع الرسمي
- لمحة عن سباق دونوستيا سان سيباستيان كلاسيكوا للسيدات 2021 على موقع  ProCyclingStats   (برو  سايكلنج  ستاتس) - إحصاءات  محترفي  الدراجات.
- دونوستيا سان سيباستيان كلاسيكوا للسيدات 2021 على موقع إحصائيات الدراجات الإحترافية (الإنجليزية)